# Bulbophyllum
Bulbophyllum är ett släkte av orkidéer. Bulbophyllum ingår i familjen orkidéer.

## Dottertaxa tillBulbophyllum, i alfabetisk ordning[1]
- Bulbophyllum abbreviatum
- Bulbophyllum abbrevilabium
- Bulbophyllum ablepharon
- Bulbophyllum absconditum
- Bulbophyllum acanthoglossum
- Bulbophyllum acropogon
- Bulbophyllum acuminatifolium
- Bulbophyllum acuminatum
- Bulbophyllum acutibracteatum
- Bulbophyllum acutiflorum
- Bulbophyllum acutilingue
- Bulbophyllum acutilobum
- Bulbophyllum acutispicatum
- Bulbophyllum adangense
- Bulbophyllum adelphidium
- Bulbophyllum adenoblepharon
- Bulbophyllum adiamantinum
- Bulbophyllum adjungens
- Bulbophyllum adolphii
- Bulbophyllum aechmophorum
- Bulbophyllum aemulum
- Bulbophyllum aeolium
- Bulbophyllum aestivale
- Bulbophyllum affine
- Bulbophyllum afzelii
- Bulbophyllum agapethoides
- Bulbophyllum agastor
- Bulbophyllum aggregatum
- Bulbophyllum aithorhachis
- Bulbophyllum alabastraceus
- Bulbophyllum alagense
- Bulbophyllum alatum
- Bulbophyllum albibracteum
- Bulbophyllum albidostylidium
- Bulbophyllum albociliatum
- Bulbophyllum alboroseum
- Bulbophyllum alcicorne
- Bulbophyllum alexandrae
- Bulbophyllum algidum
- Bulbophyllum alkmaarense
- Bulbophyllum alleizettei
- Bulbophyllum allenkerrii
- Bulbophyllum alliifolium
- Bulbophyllum allotrion
- Bulbophyllum alsiosum
- Bulbophyllum alticaule
- Bulbophyllum alticola
- Bulbophyllum altum
- Bulbophyllum alveatum
- Bulbophyllum amauroloma
- Bulbophyllum amazonicum
- Bulbophyllum ambatoavense
- Bulbophyllum amblyacron
- Bulbophyllum amblyanthum
- Bulbophyllum amblyoglossum
- Bulbophyllum ambrense
- Bulbophyllum ambrosia
- Bulbophyllum amoenum
- Bulbophyllum amphorimorphum
- Bulbophyllum amplebracteatum
- Bulbophyllum amplifolium
- Bulbophyllum amplistigmaticum
- Bulbophyllum anaclastum
- Bulbophyllum anakbaruppui
- Bulbophyllum analamazoatrae
- Bulbophyllum anceps
- Bulbophyllum andersonii
- Bulbophyllum andohahelense
- Bulbophyllum andreeae
- Bulbophyllum anguipes
- Bulbophyllum angulatum
- Bulbophyllum anguliferum
- Bulbophyllum angusteovatum
- Bulbophyllum angustifolium
- Bulbophyllum anisopterum
- Bulbophyllum anjozorobeense
- Bulbophyllum ankaizinense
- Bulbophyllum ankaratranum
- Bulbophyllum ankylochele
- Bulbophyllum ankylodon
- Bulbophyllum ankylorhinon
- Bulbophyllum annamense
- Bulbophyllum annandalei
- Bulbophyllum antennatum
- Bulbophyllum antenniferum
- Bulbophyllum antioquiense
- Bulbophyllum antongilense
- Bulbophyllum apertum
- Bulbophyllum aphanopetalum
- Bulbophyllum apheles
- Bulbophyllum apiculatum
- Bulbophyllum apiferum
- Bulbophyllum apodum
- Bulbophyllum apoense
- Bulbophyllum appendiculatum
- Bulbophyllum appressicaule
- Bulbophyllum appressum
- Bulbophyllum approximatum
- Bulbophyllum arcaniflorum
- Bulbophyllum arcuatilabium
- Bulbophyllum ardjunense
- Bulbophyllum arfakense
- Bulbophyllum arfakianum
- Bulbophyllum argoxanthum
- Bulbophyllum argyropus
- Bulbophyllum arianeae
- Bulbophyllum ariel
- Bulbophyllum aristatum
- Bulbophyllum aristilabre
- Bulbophyllum aristopetalum
- Bulbophyllum armeniacum
- Bulbophyllum arminii
- Bulbophyllum arrectum
- Bulbophyllum arsoanum
- Bulbophyllum artostigma
- Bulbophyllum aschemon
- Bulbophyllum ascochiloides
- Bulbophyllum ascochilum
- Bulbophyllum asperilingue
- Bulbophyllum aspersum
- Bulbophyllum asperulum
- Bulbophyllum astelidum
- Bulbophyllum atratum
- Bulbophyllum atrolabium
- Bulbophyllum atropurpureum
- Bulbophyllum atrorubens
- Bulbophyllum atrosanguineum
- Bulbophyllum atroviride
- Bulbophyllum attenuatum
- Bulbophyllum aubrevillei
- Bulbophyllum aundense
- Bulbophyllum auratum
- Bulbophyllum aureoapex
- Bulbophyllum aureobrunneum
- Bulbophyllum aureum
- Bulbophyllum auricomum
- Bulbophyllum auriculatum
- Bulbophyllum auriflorum
- Bulbophyllum auritum
- Bulbophyllum auroreum
- Bulbophyllum averyanovii
- Bulbophyllum bacilliferum
- Bulbophyllum baculiferum
- Bulbophyllum baileyi
- Bulbophyllum bakhuizenii
- Bulbophyllum bakoense
- Bulbophyllum baladeanum
- Bulbophyllum ballii
- Bulbophyllum bandischii
- Bulbophyllum barbasapientis
- Bulbophyllum barbatum
- Bulbophyllum barbavagabundum
- Bulbophyllum barbigerum
- Bulbophyllum bariense
- Bulbophyllum baronii
- Bulbophyllum basisetum
- Bulbophyllum bataanense
- Bulbophyllum bathieanum
- Bulbophyllum bavonis
- Bulbophyllum beccarii
- Bulbophyllum belliae
- Bulbophyllum belonaeglossum
- Bulbophyllum berenicis
- Bulbophyllum betchei
- Bulbophyllum biantennatum
- Bulbophyllum bicaudatum
- Bulbophyllum bicolor
- Bulbophyllum bicoloratum
- Bulbophyllum bidentatum
- Bulbophyllum bidenticulatum
- Bulbophyllum bifarium
- Bulbophyllum biflorum
- Bulbophyllum bigibbosum
- Bulbophyllum bigibbum
- Bulbophyllum birmense
- Bulbophyllum bisepalum
- Bulbophyllum biseriale
- Bulbophyllum biserratum
- Bulbophyllum bisetoides
- Bulbophyllum bisetum
- Bulbophyllum bismarckense
- Bulbophyllum bittnerianum
- Bulbophyllum blepharistes
- Bulbophyllum blepharocardium
- Bulbophyllum blepharochilum
- Bulbophyllum blepharopetalum
- Bulbophyllum bliteum
- Bulbophyllum bohnkeanum
- Bulbophyllum boiteaui
- Bulbophyllum bolivianum
- Bulbophyllum bolsteri
- Bulbophyllum bombycinum
- Bulbophyllum bomiense
- Bulbophyllum boninense
- Bulbophyllum bontocense
- Bulbophyllum boonjee
- Bulbophyllum bootanense
- Bulbophyllum botryophorum
- Bulbophyllum boudetianum
- Bulbophyllum boulbetii
- Bulbophyllum bowkettiae
- Bulbophyllum braccatum
- Bulbophyllum brachychilum
- Bulbophyllum brachypetalum
- Bulbophyllum brachyphyton
- Bulbophyllum brachystachyum
- Bulbophyllum brachytriche
- Bulbophyllum bracteatum
- Bulbophyllum bracteolatum
- Bulbophyllum bractescens
- Bulbophyllum brassii
- Bulbophyllum breimerianum
- Bulbophyllum breve
- Bulbophyllum brevibrachiatum
- Bulbophyllum brevicolumna
- Bulbophyllum breviflorum
- Bulbophyllum brevilabium
- Bulbophyllum brevipedunculatum
- Bulbophyllum brevipes
- Bulbophyllum brevipetalum
- Bulbophyllum brevispicatum
- Bulbophyllum brevistylidium
- Bulbophyllum brienianum
- Bulbophyllum bruneiense
- Bulbophyllum bryoides
- Bulbophyllum bryophilum
- Bulbophyllum bryophytoides
- Bulbophyllum bulhartii
- Bulbophyllum bulliferum
- Bulbophyllum burttii
- Bulbophyllum caecilii
- Bulbophyllum caecum
- Bulbophyllum caespitosum
- Bulbophyllum calceilabium
- Bulbophyllum calceolus
- Bulbophyllum caldericola
- Bulbophyllum calimanianum
- Bulbophyllum callichroma
- Bulbophyllum callipes
- Bulbophyllum callosum
- Bulbophyllum caloglossum
- Bulbophyllum calophyllum
- Bulbophyllum calviventer
- Bulbophyllum calvum
- Bulbophyllum calyptratum
- Bulbophyllum calyptropus
- Bulbophyllum cameronense
- Bulbophyllum campos-portoi
- Bulbophyllum camptochilum
- Bulbophyllum candidum
- Bulbophyllum canlaonense
- Bulbophyllum cantagallense
- Bulbophyllum capilligerum
- Bulbophyllum capillipes
- Bulbophyllum capitatum
- Bulbophyllum capituliflorum
- Bulbophyllum capuronii
- Bulbophyllum caputgnomonis
- Bulbophyllum carassense
- Bulbophyllum cardiobulbum
- Bulbophyllum cardiophyllum
- Bulbophyllum careyanum
- Bulbophyllum cariniflorum
- Bulbophyllum carinilabium
- Bulbophyllum carnosilabium
- Bulbophyllum carnosisepalum
- Bulbophyllum carrianum
- Bulbophyllum carunculatum
- Bulbophyllum cataractarum
- Bulbophyllum catenarium
- Bulbophyllum catenulatum
- Bulbophyllum cateorum
- Bulbophyllum catillus
- Bulbophyllum caudatisepalum
- Bulbophyllum caudipetalum
- Bulbophyllum cauliflorum
- Bulbophyllum cavibulbum
- Bulbophyllum cavipes
- Bulbophyllum centrosemiflorum
- Bulbophyllum cephalophorum
- Bulbophyllum cerambyx
- Bulbophyllum ceratostylis
- Bulbophyllum cercanthum
- Bulbophyllum cerebellum
- Bulbophyllum cerinum
- Bulbophyllum ceriodorum
- Bulbophyllum cernuum
- Bulbophyllum chaetostroma
- Bulbophyllum chalcochloron
- Bulbophyllum chanii
- Bulbophyllum chaunobulbon
- Bulbophyllum cheiri
- Bulbophyllum cheiropetalum
- Bulbophyllum chikukwa
- Bulbophyllum chimaera
- Bulbophyllum chinense
- Bulbophyllum chloranthum
- Bulbophyllum chlorascens
- Bulbophyllum chloroglossum
- Bulbophyllum chlorolirion
- Bulbophyllum chloropterum
- Bulbophyllum chlororhopalon
- Bulbophyllum chondriophorum
- Bulbophyllum chrysanthum
- Bulbophyllum chrysendetum
- Bulbophyllum chryseum
- Bulbophyllum chrysocephalum
- Bulbophyllum chrysochilum
- Bulbophyllum chrysoglossum
- Bulbophyllum chrysotes
- Bulbophyllum ciliatilabrum
- Bulbophyllum ciliatum
- Bulbophyllum ciliipetalum
- Bulbophyllum ciliolatum
- Bulbophyllum ciluliae
- Bulbophyllum cimicinum
- Bulbophyllum cipoense
- Bulbophyllum cirrhatum
- Bulbophyllum cirrhoglossum
- Bulbophyllum cirrhosum
- Bulbophyllum citrellum
- Bulbophyllum citricolor
- Bulbophyllum citrinilabre
- Bulbophyllum clandestinum
- Bulbophyllum claussenii
- Bulbophyllum clavatum
- Bulbophyllum clavuliflorum
- Bulbophyllum cleistogamum
- Bulbophyllum clemensiae
- Bulbophyllum clinopus
- Bulbophyllum clipeibulbum
- Bulbophyllum coccinatum
- Bulbophyllum cochleatum
- Bulbophyllum cochlia
- Bulbophyllum cochlioides
- Bulbophyllum cocoinum
- Bulbophyllum codonanthum
- Bulbophyllum coelochilum
- Bulbophyllum cogniauxianum
- Bulbophyllum collettii
- Bulbophyllum colliferum
- Bulbophyllum collinum
- Bulbophyllum coloratum
- Bulbophyllum colubrimodum
- Bulbophyllum colubrinum
- Bulbophyllum comatum
- Bulbophyllum comberi
- Bulbophyllum comberipictum
- Bulbophyllum commersonii
- Bulbophyllum commissibulbum
- Bulbophyllum comorianum
- Bulbophyllum comosum
- Bulbophyllum complanatum
- Bulbophyllum compressilabellatum
- Bulbophyllum compressum
- Bulbophyllum comptonii
- Bulbophyllum concatenatum
- Bulbophyllum concavibasalis
- Bulbophyllum conchidioides
- Bulbophyllum conchophyllum
- Bulbophyllum concinnum
- Bulbophyllum concolor
- Bulbophyllum condensatum
- Bulbophyllum condylochilum
- Bulbophyllum congestiflorum
- Bulbophyllum coniferum
- Bulbophyllum connatum
- Bulbophyllum consimile
- Bulbophyllum conspersum
- Bulbophyllum contortisepalum
- Bulbophyllum cootesii
- Bulbophyllum corallinum
- Bulbophyllum cordemoyi
- Bulbophyllum coriaceum
- Bulbophyllum coriophorum
- Bulbophyllum cornu-cervi
- Bulbophyllum cornutum
- Bulbophyllum corolliferum
- Bulbophyllum corrugatum
- Bulbophyllum corythium
- Bulbophyllum costatum
- Bulbophyllum coweniorum
- Bulbophyllum crassifolium
- Bulbophyllum crassinervium
- Bulbophyllum crassipes
- Bulbophyllum crassipetalum
- Bulbophyllum crassissimum
- Bulbophyllum crassiusculifolium
- Bulbophyllum crenilabium
- Bulbophyllum crepidiferum
- Bulbophyllum cribbianum
- Bulbophyllum croceodon
- Bulbophyllum croceum
- Bulbophyllum crocodilus
- Bulbophyllum cruciatum
- Bulbophyllum cruciferum
- Bulbophyllum cruentum
- Bulbophyllum cruttwellii
- Bulbophyllum cryptanthoides
- Bulbophyllum cryptanthum
- Bulbophyllum cryptophoranthus
- Bulbophyllum cryptostachyum
- Bulbophyllum cubicum
- Bulbophyllum culex
- Bulbophyllum cumingii
- Bulbophyllum cuneatum
- Bulbophyllum cuniculiforme
- Bulbophyllum cupreum
- Bulbophyllum curranii
- Bulbophyllum curvibulbum
- Bulbophyllum curvicaule
- Bulbophyllum curvifolium
- Bulbophyllum curvimentatum
- Bulbophyllum cuspidipetalum
- Bulbophyllum cyanotriche
- Bulbophyllum cyclanthum
- Bulbophyllum cycloglossum
- Bulbophyllum cyclopense
- Bulbophyllum cyclophoroides
- Bulbophyllum cyclophyllum
- Bulbophyllum cylindraceum
- Bulbophyllum cylindricum
- Bulbophyllum cylindrobulbum
- Bulbophyllum cylindrocarpum
- Bulbophyllum cymbidioides
- Bulbophyllum cymbochilum
- Bulbophyllum cyrtognomom
- Bulbophyllum cyrtophyllum
- Bulbophyllum dacruzii
- Bulbophyllum dagamense
- Bulbophyllum dalatense
- Bulbophyllum danii
- Bulbophyllum dasypetalum
- Bulbophyllum dawongense
- Bulbophyllum dayanum
- Bulbophyllum dearei
- Bulbophyllum debile
- Bulbophyllum debrincatiae
- Bulbophyllum debruynii
- Bulbophyllum decarhopalon
- Bulbophyllum decaryanum
- Bulbophyllum decatriche
- Bulbophyllum deceptum
- Bulbophyllum decumbens
- Bulbophyllum decurrentilobum
- Bulbophyllum decurviscapum
- Bulbophyllum decurvulum
- Bulbophyllum dekockii
- Bulbophyllum delicatulum
- Bulbophyllum delitescens
- Bulbophyllum deltoideum
- Bulbophyllum deminutum
- Bulbophyllum dempoense
- Bulbophyllum dendrobioides
- Bulbophyllum dendrochiloides
- Bulbophyllum dennisii
- Bulbophyllum densibulbum
- Bulbophyllum densifolium
- Bulbophyllum densum
- Bulbophyllum denticulatum
- Bulbophyllum dentiferum
- Bulbophyllum dependens
- Bulbophyllum depressum
- Bulbophyllum desmotrichoides
- Bulbophyllum deviantiae
- Bulbophyllum dewildei
- Bulbophyllum devium
- Bulbophyllum devogelii
- Bulbophyllum dhaninivatii
- Bulbophyllum dianthum
- Bulbophyllum dibothron
- Bulbophyllum dichaeoides
- Bulbophyllum dichilus
- Bulbophyllum dichotomum
- Bulbophyllum dickasonii
- Bulbophyllum dictyoneuron
- Bulbophyllum didymotropis
- Bulbophyllum digoelense
- Bulbophyllum diplantherum
- Bulbophyllum diploncos
- Bulbophyllum dischidiifolium
- Bulbophyllum dischorense
- Bulbophyllum discilabium
- Bulbophyllum discolor
- Bulbophyllum disjunctum
- Bulbophyllum dissitiflorum
- Bulbophyllum dissolutum
- Bulbophyllum distichobulbum
- Bulbophyllum distichum
- Bulbophyllum divaricatum
- Bulbophyllum djamuense
- Bulbophyllum dolabriforme
- Bulbophyllum dolichoblepharon
- Bulbophyllum dolichoglottis
- Bulbophyllum doryphoroide
- Bulbophyllum dracunculus
- Bulbophyllum dransfieldii
- Bulbophyllum drepanosepalum
- Bulbophyllum dryadum
- Bulbophyllum dryas
- Bulbophyllum drymoglossum
- Bulbophyllum dschischungarense
- Bulbophyllum dulongjiangense
- Bulbophyllum dunstervillei
- Bulbophyllum dusenii
- Bulbophyllum ebracteolatum
- Bulbophyllum echinochilum
- Bulbophyllum echinolabium
- Bulbophyllum echinulus
- Bulbophyllum eciliatum
- Bulbophyllum ecornutoides
- Bulbophyllum ecornutum
- Bulbophyllum ecristatum
- Bulbophyllum edentatum
- Bulbophyllum elachanthe
- Bulbophyllum elaphoglossum
- Bulbophyllum elasmatopus
- Bulbophyllum elassoglossum
- Bulbophyllum elassonotum
- Bulbophyllum elatum
- Bulbophyllum elegans
- Bulbophyllum elegantius
- Bulbophyllum elegantulum
- Bulbophyllum elephantinum
- Bulbophyllum elevatopunctatum
- Bulbophyllum elisae
- Bulbophyllum elliae
- Bulbophyllum elliottii
- Bulbophyllum ellipticifolium
- Bulbophyllum ellipticum
- Bulbophyllum elmeri
- Bulbophyllum elodeiflorum
- Bulbophyllum elongatum
- Bulbophyllum emarginatum
- Bulbophyllum emunitum
- Bulbophyllum encephalodes
- Bulbophyllum endotrachys
- Bulbophyllum entobaptum
- Bulbophyllum entomonopsis
- Bulbophyllum epapillosum
- Bulbophyllum epibulbon
- Bulbophyllum epicranthes
- Bulbophyllum epiphytum
- Bulbophyllum erectum
- Bulbophyllum erinaceum
- Bulbophyllum erioides
- Bulbophyllum erosipetalum
- Bulbophyllum erratum
- Bulbophyllum erythroglossum
- Bulbophyllum erythrosema
- Bulbophyllum erythrostachyum
- Bulbophyllum erythrostictum
- Bulbophyllum escritorii
- Bulbophyllum eublepharum
- Bulbophyllum eutoreton
- Bulbophyllum evansii
- Bulbophyllum evasum
- Bulbophyllum evrardii
- Bulbophyllum exaltatum
- Bulbophyllum exasperatum
- Bulbophyllum exiguiflorum
- Bulbophyllum exiguum
- Bulbophyllum exile
- Bulbophyllum exilipes
- Bulbophyllum expallidum
- Bulbophyllum exquisitum
- Bulbophyllum facetum
- Bulbophyllum falcatocaudatum
- Bulbophyllum falcatum
- Bulbophyllum falcibracteum
- Bulbophyllum falciferum
- Bulbophyllum falcifolium
- Bulbophyllum falcipetalum
- Bulbophyllum falculicorne
- Bulbophyllum fallacinum
- Bulbophyllum fallax
- Bulbophyllum farinulentum
- Bulbophyllum farreri
- Bulbophyllum fasciatum
- Bulbophyllum fasciculatum
- Bulbophyllum fasciculiferum
- Bulbophyllum fascinator
- Bulbophyllum fayi
- Bulbophyllum fendlerianum
- Bulbophyllum fenixii
- Bulbophyllum ferkoanum
- Bulbophyllum fibratum
- Bulbophyllum fibrinum
- Bulbophyllum fibristectum
- Bulbophyllum filamentosum
- Bulbophyllum filicaule
- Bulbophyllum filicoides
- Bulbophyllum filifolium
- Bulbophyllum filovagans
- Bulbophyllum fimbriatum
- Bulbophyllum fimbriperianthium
- Bulbophyllum finisterrae
- Bulbophyllum fionae
- Bulbophyllum fischeri
- Bulbophyllum fissibrachium
- Bulbophyllum fissipetalum
- Bulbophyllum flabellum-veneris
- Bulbophyllum flagellare
- Bulbophyllum flammuliferum
- Bulbophyllum flavescens
- Bulbophyllum flavicolor
- Bulbophyllum flavidiflorum
- Bulbophyllum flavofimbriatum
- Bulbophyllum flavorubellum
- Bulbophyllum flavum
- Bulbophyllum fletcherianum
- Bulbophyllum flexuosum
- Bulbophyllum floribundum
- Bulbophyllum florulentum
- Bulbophyllum foetidilabrum
- Bulbophyllum foetidolens
- Bulbophyllum foetidum
- Bulbophyllum folliculiferum
- Bulbophyllum fonsflorum
- Bulbophyllum foraminiferum
- Bulbophyllum fordii
- Bulbophyllum forrestii
- Bulbophyllum forsythianum
- Bulbophyllum fractiflexum
- Bulbophyllum francoisii
- Bulbophyllum fraternum
- Bulbophyllum fritillariiflorum
- Bulbophyllum frostii
- Bulbophyllum frustrans
- Bulbophyllum fruticicola
- Bulbophyllum fruticulum
- Bulbophyllum fukuyamae
- Bulbophyllum fulgens
- Bulbophyllum fulvibulbum
- Bulbophyllum funingense
- Bulbophyllum furcatum
- Bulbophyllum furcillatum
- Bulbophyllum fuscatum
- Bulbophyllum fusciflorum
- Bulbophyllum fuscopurpureum
- Bulbophyllum fuscum
- Bulbophyllum futile
- Bulbophyllum gadgarrense
- Bulbophyllum gajoense
- Bulbophyllum galactanthum
- Bulbophyllum galliaheneum
- Bulbophyllum gamandrum
- Bulbophyllum gamblei
- Bulbophyllum gautierense
- Bulbophyllum gehrtii
- Bulbophyllum gemma-reginae
- Bulbophyllum geniculiferum
- Bulbophyllum geraense
- Bulbophyllum gerlandianum
- Bulbophyllum gibbolabium
- Bulbophyllum gibbosum
- Bulbophyllum gilgianum
- Bulbophyllum gilvum
- Bulbophyllum gimagaanense
- Bulbophyllum giriwoense
- Bulbophyllum gjellerupii
- Bulbophyllum glabrum
- Bulbophyllum gladiatum
- Bulbophyllum glanduliferum
- Bulbophyllum glandulosum
- Bulbophyllum glaucifolium
- Bulbophyllum glaucum
- Bulbophyllum glebulosum
- Bulbophyllum globiceps
- Bulbophyllum globuliforme
- Bulbophyllum globulosum
- Bulbophyllum globulus
- Bulbophyllum glutinosum
- Bulbophyllum gnomoniferum
- Bulbophyllum gobiense
- Bulbophyllum goebelianum
- Bulbophyllum goliathense
- Bulbophyllum gomesii
- Bulbophyllum gomphreniflorum
- Bulbophyllum gongshanense
- Bulbophyllum gracile
- Bulbophyllum gracilicaule
- Bulbophyllum gracilipes
- Bulbophyllum graciliscapum
- Bulbophyllum gracillimum
- Bulbophyllum gramineum
- Bulbophyllum grammopoma
- Bulbophyllum grandiflorum
- Bulbophyllum grandifolium
- Bulbophyllum grandilabre
- Bulbophyllum grandimesense
- Bulbophyllum granulosum
- Bulbophyllum graveolens
- Bulbophyllum gravidum
- Bulbophyllum griffithii
- Bulbophyllum groeneveldtii
- Bulbophyllum grotianum
- Bulbophyllum grudense
- Bulbophyllum guamense
- Bulbophyllum gunnarii
- Bulbophyllum gusdorfii
- Bulbophyllum guttatum
- Bulbophyllum guttifilum
- Bulbophyllum guttulatoides
- Bulbophyllum guttulatum
- Bulbophyllum gyaloglossum
- Bulbophyllum gymnopus
- Bulbophyllum gyrochilum
- Bulbophyllum habrotinum
- Bulbophyllum haematostictum
- Bulbophyllum hahlianum
- Bulbophyllum hainanense
- Bulbophyllum halconense
- Bulbophyllum hamadryas
- Bulbophyllum hamatipes
- Bulbophyllum hamelinii
- Bulbophyllum haniffii
- Bulbophyllum hans-meyeri
- Bulbophyllum hapalanthos
- Bulbophyllum hassallii
- Bulbophyllum hastiferum
- Bulbophyllum hatschbachianum
- Bulbophyllum hatusimanum
- Bulbophyllum heldiorum
- Bulbophyllum helenae
- Bulbophyllum hellwigianum
- Bulbophyllum hemiprionotum
- Bulbophyllum hemisterranthum
- Bulbophyllum henanense
- Bulbophyllum henrici
- Bulbophyllum herbula
- Bulbophyllum heteroblepharon
- Bulbophyllum heterorhopalon
- Bulbophyllum heterosepalum
- Bulbophyllum hexarhopalon
- Bulbophyllum hexurum
- Bulbophyllum hians
- Bulbophyllum hiepii
- Bulbophyllum hildebrandtii
- Bulbophyllum hiljeae
- Bulbophyllum hirsutissimum
- Bulbophyllum hirsutiusculum
- Bulbophyllum hirsutum
- Bulbophyllum hirtulum
- Bulbophyllum hirtum
- Bulbophyllum hirudiniferum
- Bulbophyllum hirundinis
- Bulbophyllum histrionicum
- Bulbophyllum hodgsonii
- Bulbophyllum hoehnei
- Bulbophyllum hollandianum
- Bulbophyllum holochilum
- Bulbophyllum horizontale
- Bulbophyllum horridulum
- Bulbophyllum hovarum
- Bulbophyllum howcroftii
- Bulbophyllum hoyifolium
- Bulbophyllum humbertii
- Bulbophyllum humblotii
- Bulbophyllum humile
- Bulbophyllum hyalinum
- Bulbophyllum hydrophilum
- Bulbophyllum hymenanthum
- Bulbophyllum hymenochilum
- Bulbophyllum hystricinum
- Bulbophyllum ialibuense
- Bulbophyllum ichthyosme
- Bulbophyllum icteranthum
- Bulbophyllum idenburgense
- Bulbophyllum igneum
- Bulbophyllum ignevenosum
- Bulbophyllum ignobile
- Bulbophyllum ikongoense
- Bulbophyllum illecebrum
- Bulbophyllum illudens
- Bulbophyllum imbricans
- Bulbophyllum imbricatum
- Bulbophyllum imerinense
- Bulbophyllum imitator
- Bulbophyllum impar
- Bulbophyllum inaequale
- Bulbophyllum inaequisepalum
- Bulbophyllum inauditum
- Bulbophyllum incarum
- Bulbophyllum inciferum
- Bulbophyllum incisilabrum
- Bulbophyllum inclinatum
- Bulbophyllum incommodum
- Bulbophyllum inconspicuum
- Bulbophyllum incumbens
- Bulbophyllum incurvum
- Bulbophyllum iners
- Bulbophyllum infundibuliforme
- Bulbophyllum inhaiense
- Bulbophyllum injoloense
- Bulbophyllum inops
- Bulbophyllum inornatum
- Bulbophyllum inquirendum
- Bulbophyllum insectiferum
- Bulbophyllum insipidum
- Bulbophyllum insolitum
- Bulbophyllum insulsoides
- Bulbophyllum intermedium
- Bulbophyllum intertextum
- Bulbophyllum intonsum
- Bulbophyllum intricatum
- Bulbophyllum inunctum
- Bulbophyllum inversum
- Bulbophyllum invisum
- Bulbophyllum involutum
- Bulbophyllum ionophyllum
- Bulbophyllum ipanemense
- Bulbophyllum ischnopus
- Bulbophyllum iterans
- Bulbophyllum ivorense
- Bulbophyllum jaapii
- Bulbophyllum jackyi
- Bulbophyllum jamaicense
- Bulbophyllum janus
- Bulbophyllum japonicum
- Bulbophyllum jiewhoei
- Bulbophyllum johannis
- Bulbophyllum johannulii
- Bulbophyllum johnsonii
- Bulbophyllum jolandae
- Bulbophyllum josephi
- Bulbophyllum jumelleanum
- Bulbophyllum kainochiloides
- Bulbophyllum kaitiense
- Bulbophyllum kanburiense
- Bulbophyllum kaniense
- Bulbophyllum kauloense
- Bulbophyllum kautskyi
- Bulbophyllum keekee
- Bulbophyllum kegelii
- Bulbophyllum kelelense
- Bulbophyllum kempfii
- Bulbophyllum kemulense
- Bulbophyllum kenae
- Bulbophyllum keralense
- Bulbophyllum kermesinum
- Bulbophyllum kestron
- Bulbophyllum khaoyaiense
- Bulbophyllum khasyanum
- Bulbophyllum kiamfeeanum
- Bulbophyllum kieneri
- Bulbophyllum kirroanthum
- Bulbophyllum kittredgei
- Bulbophyllum kivuense
- Bulbophyllum kjellbergii
- Bulbophyllum klabatense
- Bulbophyllum kontumense
- Bulbophyllum korimense
- Bulbophyllum korinchense
- Bulbophyllum korthalsii
- Bulbophyllum kuanwuense
- Bulbophyllum kupense
- Bulbophyllum kusaiense
- Bulbophyllum kwangtungense
- Bulbophyllum labatii
- Bulbophyllum laciniatum
- Bulbophyllum lacinulosum
- Bulbophyllum laetum
- Bulbophyllum lagaroglossum
- Bulbophyllum lageniforme
- Bulbophyllum lakatoense
- Bulbophyllum lambii
- Bulbophyllum lamelluliferum
- Bulbophyllum lamii
- Bulbophyllum lamingtonense
- Bulbophyllum lancifolium
- Bulbophyllum lancilabium
- Bulbophyllum lancipetalum
- Bulbophyllum lancisepalum
- Bulbophyllum languidum
- Bulbophyllum lanuginosum
- Bulbophyllum laoticum
- Bulbophyllum lasianthum
- Bulbophyllum lasiochilum
- Bulbophyllum lasioglossum
- Bulbophyllum lasiopetalum
- Bulbophyllum latibrachiatum
- Bulbophyllum latipes
- Bulbophyllum latipetalum
- Bulbophyllum latisepalum
- Bulbophyllum laxiflorum
- Bulbophyllum laxum
- Bulbophyllum leandrianum
- Bulbophyllum lecouflei
- Bulbophyllum ledungense
- Bulbophyllum lehmannianum
- Bulbophyllum leibergii
- Bulbophyllum lemnifolium
- Bulbophyllum lemniscatoides
- Bulbophyllum lemniscatum
- Bulbophyllum lemuraeoides
- Bulbophyllum lemurense
- Bulbophyllum leniae
- Bulbophyllum leonii
- Bulbophyllum leontoglossum
- Bulbophyllum leopardinum
- Bulbophyllum lepantense
- Bulbophyllum lepanthiflorum
- Bulbophyllum leproglossum
- Bulbophyllum leptanthum
- Bulbophyllum leptobulbon
- Bulbophyllum leptocaulon
- Bulbophyllum leptochlamys
- Bulbophyllum leptoglossum
- Bulbophyllum leptoleucum
- Bulbophyllum leptophyllum
- Bulbophyllum leptopus
- Bulbophyllum leptosepalum
- Bulbophyllum leptostachyum
- Bulbophyllum leucorhodum
- Bulbophyllum leucothyrsus
- Bulbophyllum levanae
- Bulbophyllum levatii
- Bulbophyllum leve
- Bulbophyllum levinei
- Bulbophyllum lewisense
- Bulbophyllum levyae
- Bulbophyllum leytense
- Bulbophyllum lichenoides
- Bulbophyllum lichenophylax
- Bulbophyllum ligulatum
- Bulbophyllum ligulifolium
- Bulbophyllum lilacinum
- Bulbophyllum lilianae
- Bulbophyllum limbatum
- Bulbophyllum lindleyanum
- Bulbophyllum lineare
- Bulbophyllum lineariflorum
- Bulbophyllum linearifolium
- Bulbophyllum linearilabium
- Bulbophyllum lineariligulatum
- Bulbophyllum lineatum
- Bulbophyllum lineolatum
- Bulbophyllum linggense
- Bulbophyllum lingulatum
- Bulbophyllum liparidioides
- Bulbophyllum lipense
- Bulbophyllum lissoglossum
- Bulbophyllum lizae
- Bulbophyllum lobbii
- Bulbophyllum lockii
- Bulbophyllum loherianum
- Bulbophyllum lohokii
- Bulbophyllum lokonense
- Bulbophyllum lonchophyllum
- Bulbophyllum longhutense
- Bulbophyllum longibrachiatum
- Bulbophyllum longibracteatum
- Bulbophyllum longiflorum
- Bulbophyllum longilabre
- Bulbophyllum longimucronatum
- Bulbophyllum longipedicellatum
- Bulbophyllum longipetalum
- Bulbophyllum longipetiolatum
- Bulbophyllum longirepens
- Bulbophyllum longirostre
- Bulbophyllum longiscapum
- Bulbophyllum longisepalum
- Bulbophyllum longissimum
- Bulbophyllum longivagans
- Bulbophyllum longivaginans
- Bulbophyllum lophoglottis
- Bulbophyllum lophoton
- Bulbophyllum lordoglossum
- Bulbophyllum lorentzianum
- Bulbophyllum louisiadum
- Bulbophyllum loxophyllum
- Bulbophyllum luanii
- Bulbophyllum lucidum
- Bulbophyllum luciphilum
- Bulbophyllum luckraftii
- Bulbophyllum luederwaldtii
- Bulbophyllum lumbriciforme
- Bulbophyllum lundianum
- Bulbophyllum lupulinum
- Bulbophyllum luteobracteatum
- Bulbophyllum luteopurpureum
- Bulbophyllum luteum
- Bulbophyllum lygeron
- Bulbophyllum lyperocephalum
- Bulbophyllum lyperostachyum
- Bulbophyllum lyriforme
- Bulbophyllum maboroense
- Bulbophyllum machupicchuense
- Bulbophyllum macilentum
- Bulbophyllum macneiceae
- Bulbophyllum macphersonii
- Bulbophyllum macraei
- Bulbophyllum macranthoides
- Bulbophyllum macranthum
- Bulbophyllum macrobulbum
- Bulbophyllum macrocarpum
- Bulbophyllum macroceras
- Bulbophyllum macrochilum
- Bulbophyllum macrocoleum
- Bulbophyllum macrorhopalon
- Bulbophyllum macrourum
- Bulbophyllum maculatum
- Bulbophyllum maculosum
- Bulbophyllum magnibracteatum
- Bulbophyllum mahakamense
- Bulbophyllum maijenense
- Bulbophyllum major
- Bulbophyllum makoyanum
- Bulbophyllum malachadenia
- Bulbophyllum maleolens
- Bulbophyllum malleolabrum
- Bulbophyllum mamberamense
- Bulbophyllum mananjarense
- Bulbophyllum manarae
- Bulbophyllum mandibulare
- Bulbophyllum mangenotii
- Bulbophyllum manipurense
- Bulbophyllum manobulbum
- Bulbophyllum maquilingense
- Bulbophyllum marginatum
- Bulbophyllum marivelense
- Bulbophyllum marojejiense
- Bulbophyllum marovoense
- Bulbophyllum marudiense
- Bulbophyllum masaganapense
- Bulbophyllum masarangicum
- Bulbophyllum maskeliyense
- Bulbophyllum masoalanum
- Bulbophyllum masonii
- Bulbophyllum mastersianum
- Bulbophyllum mattesii
- Bulbophyllum maudeae
- Bulbophyllum maxillare
- Bulbophyllum maxillarioides
- Bulbophyllum maximum
- Bulbophyllum mayombeense
- Bulbophyllum mayrii
- Bulbophyllum mearnsii
- Bulbophyllum mediocre
- Bulbophyllum medusae
- Bulbophyllum megalonyx
- Bulbophyllum melanoglossum
- Bulbophyllum melilotus
- Bulbophyllum melinanthum
- Bulbophyllum melinoglossum
- Bulbophyllum melleum
- Bulbophyllum melloi
- Bulbophyllum membranaceum
- Bulbophyllum membranifolium
- Bulbophyllum menghaiense
- Bulbophyllum menglunense
- Bulbophyllum mentiferum
- Bulbophyllum mentosum
- Bulbophyllum meridense
- Bulbophyllum meristorhachis
- Bulbophyllum merrittii
- Bulbophyllum mesodon
- Bulbophyllum metonymon
- Bulbophyllum micholitzianum
- Bulbophyllum micranthum
- Bulbophyllum microblepharon
- Bulbophyllum microbulbon
- Bulbophyllum microcala
- Bulbophyllum microdendron
- Bulbophyllum microglossum
- Bulbophyllum microlabium
- Bulbophyllum micronesiacum
- Bulbophyllum micropetaliforme
- Bulbophyllum microrhombos
- Bulbophyllum microsphaerum
- Bulbophyllum microtepalum
- Bulbophyllum microtes
- Bulbophyllum microthamnus
- Bulbophyllum mimiense
- Bulbophyllum minax
- Bulbophyllum mindanaense
- Bulbophyllum mindorense
- Bulbophyllum minutibulbum
- Bulbophyllum minutilabrum
- Bulbophyllum minutipetalum
- Bulbophyllum minutissimum
- Bulbophyllum minutulum
- Bulbophyllum minutum
- Bulbophyllum mirabile
- Bulbophyllum mirandaianum
- Bulbophyllum mirificum
- Bulbophyllum mirum
- Bulbophyllum mischobulbon
- Bulbophyllum mobilifilum
- Bulbophyllum moldenkeanum
- Bulbophyllum molle
- Bulbophyllum molossus
- Bulbophyllum mona-lisae
- Bulbophyllum monanthos
- Bulbophyllum moniliforme
- Bulbophyllum monosema
- Bulbophyllum monstrabile
- Bulbophyllum montanum
- Bulbophyllum montense
- Bulbophyllum moramanganum
- Bulbophyllum moratii
- Bulbophyllum morenoi
- Bulbophyllum moroides
- Bulbophyllum morotaiense
- Bulbophyllum morphologorum
- Bulbophyllum mucronatum
- Bulbophyllum mucronifolium
- Bulbophyllum mulderae
- Bulbophyllum multiflexum
- Bulbophyllum multiflorum
- Bulbophyllum multiligulatum
- Bulbophyllum multivaginatum
- Bulbophyllum muricatum
- Bulbophyllum muriceum
- Bulbophyllum murkelense
- Bulbophyllum muscarirubrum
- Bulbophyllum muscicola
- Bulbophyllum muscohaerens
- Bulbophyllum mutabile
- Bulbophyllum myodes
- Bulbophyllum myolaense
- Bulbophyllum myon
- Bulbophyllum myrmecochilum
- Bulbophyllum myrtillus
- Bulbophyllum mysorense
- Bulbophyllum mystax
- Bulbophyllum mystrochilum
- Bulbophyllum mystrophyllum
- Bulbophyllum nabawanense
- Bulbophyllum nagelii
- Bulbophyllum namoronae
- Bulbophyllum nannodes
- Bulbophyllum nanopetalum
- Bulbophyllum napellii
- Bulbophyllum nasica
- Bulbophyllum nasilabium
- Bulbophyllum nasseri
- Bulbophyllum navicula
- Bulbophyllum nebularum
- Bulbophyllum neglectum
- Bulbophyllum negrosianum
- Bulbophyllum nematocaulon
- Bulbophyllum nematopodum
- Bulbophyllum nematorhizis
- Bulbophyllum nemorale
- Bulbophyllum nemorosum
- Bulbophyllum neoebudicum
- Bulbophyllum neoguineense
- Bulbophyllum neopommeranicum
- Bulbophyllum nephropetalum
- Bulbophyllum nervulosum
- Bulbophyllum nesiotes
- Bulbophyllum newportii
- Bulbophyllum ngoclinhensis
- Bulbophyllum ngoyense
- Bulbophyllum nieuwenhuisii
- Bulbophyllum nigericum
- Bulbophyllum nigrescens
- Bulbophyllum nigriflorum
- Bulbophyllum nigrilabium
- Bulbophyllum nigripetalum
- Bulbophyllum nigritianum
- Bulbophyllum nigropurpureum
- Bulbophyllum nipondhii
- Bulbophyllum nitens
- Bulbophyllum nitidum
- Bulbophyllum nodosum
- Bulbophyllum notabilipetalum
- Bulbophyllum novaciae
- Bulbophyllum novae-hiberniae
- Bulbophyllum nubigenum
- Bulbophyllum nubinatum
- Bulbophyllum nummularia
- Bulbophyllum nummularioides
- Bulbophyllum nutans
- Bulbophyllum nymphopolitanum
- Bulbophyllum oblanceolatum
- Bulbophyllum obliquum
- Bulbophyllum obovatifolium
- Bulbophyllum obscuriflorum
- Bulbophyllum obtusatum
- Bulbophyllum obtusipetalum
- Bulbophyllum obtusum
- Bulbophyllum obyrnei
- Bulbophyllum occlusum
- Bulbophyllum occultum
- Bulbophyllum ochraceum
- Bulbophyllum ochroleucum
- Bulbophyllum ochthochilum
- Bulbophyllum ochthodes
- Bulbophyllum octarrhenipetalum
- Bulbophyllum octorhopalon
- Bulbophyllum odoardii
- Bulbophyllum odontoglossum
- Bulbophyllum odontopetalum
- Bulbophyllum odontostigma
- Bulbophyllum odoratissimum
- Bulbophyllum odoratum
- Bulbophyllum oliganthum
- Bulbophyllum oligoblepharon
- Bulbophyllum oligochaete
- Bulbophyllum oligoglossum
- Bulbophyllum olivinum
- Bulbophyllum olorinum
- Bulbophyllum omerandrum
- Bulbophyllum oncopus
- Bulbophyllum onivense
- Bulbophyllum oobulbum
- Bulbophyllum ophiuchus
- Bulbophyllum orbiculare
- Bulbophyllum orectopetalum
- Bulbophyllum oreocharis
- Bulbophyllum oreodorum
- Bulbophyllum oreodoxa
- Bulbophyllum oreogenum
- Bulbophyllum oreonastes
- Bulbophyllum orezii
- Bulbophyllum orientale
- Bulbophyllum origami
- Bulbophyllum ornatissimum
- Bulbophyllum ornatum
- Bulbophyllum orohense
- Bulbophyllum orsidice
- Bulbophyllum ortalis
- Bulbophyllum orthoglossum
- Bulbophyllum orthosepalum
- Bulbophyllum osyricera
- Bulbophyllum osyriceroides
- Bulbophyllum othonis
- Bulbophyllum otochilum
- Bulbophyllum ovalifolium
- Bulbophyllum ovatolanceatum
- Bulbophyllum ovatum
- Bulbophyllum oxyanthum
- Bulbophyllum oxycalyx
- Bulbophyllum oxychilum
- Bulbophyllum pabstii
- Bulbophyllum pachyacris
- Bulbophyllum pachyanthum
- Bulbophyllum pachyglossum
- Bulbophyllum pachyneuron
- Bulbophyllum pachypus
- Bulbophyllum pachyrachis
- Bulbophyllum pachytelos
- Bulbophyllum pahudii
- Bulbophyllum paleiferum
- Bulbophyllum pallens
- Bulbophyllum pallidum
- Bulbophyllum paluense
- Bulbophyllum pampangense
- Bulbophyllum pan
- Bulbophyllum pandanetorum
- Bulbophyllum pandurella
- Bulbophyllum pantoblepharon
- Bulbophyllum papangense
- Bulbophyllum papilio
- Bulbophyllum papillatum
- Bulbophyllum papillipetalum
- Bulbophyllum papillosofilum
- Bulbophyllum papuliferum
- Bulbophyllum papuliglossum
- Bulbophyllum papulipetalum
- Bulbophyllum papulosum
- Bulbophyllum parabates
- Bulbophyllum paraemarginatum
- Bulbophyllum paranaense
- Bulbophyllum pardalinum
- Bulbophyllum pardalotum
- Bulbophyllum parviflorum
- Bulbophyllum parvum
- Bulbophyllum patella
- Bulbophyllum patens
- Bulbophyllum pauciflorum
- Bulbophyllum paucisetum
- Bulbophyllum paululum
- Bulbophyllum pecten-veneris
- Bulbophyllum pectinatum
- Bulbophyllum pelicanopsis
- Bulbophyllum peltopus
- Bulbophyllum pemae
- Bulbophyllum pendens
- Bulbophyllum penduliscapum
- Bulbophyllum pendulum
- Bulbophyllum penicillium
- Bulbophyllum peninsulare
- Bulbophyllum pentaneurum
- Bulbophyllum pentastichum
- Bulbophyllum peperomiifolium
- Bulbophyllum peramoenum
- Bulbophyllum percoroiculatum
- Bulbophyllum perexiguum
- Bulbophyllum perforans
- Bulbophyllum perii
- Bulbophyllum perparvulum
- Bulbophyllum perpendiculare
- Bulbophyllum perpusillum
- Bulbophyllum perreflexum
- Bulbophyllum perrieri
- Bulbophyllum perseverans
- Bulbophyllum pervillei
- Bulbophyllum petiolare
- Bulbophyllum petiolatum
- Bulbophyllum petrae
- Bulbophyllum peyerianum
- Bulbophyllum peyrotii
- Bulbophyllum phaeanthum
- Bulbophyllum phaeoglossum
- Bulbophyllum phaeoneuron
- Bulbophyllum phaeorhabdos
- Bulbophyllum phalaenopsis
- Bulbophyllum phayamense
- Bulbophyllum phillipsianum
- Bulbophyllum phormion
- Bulbophyllum phreatiopse
- Bulbophyllum phymatum
- Bulbophyllum physocoryphum
- Bulbophyllum picturatum
- Bulbophyllum pidacanthum
- Bulbophyllum piestobulbon
- Bulbophyllum piestoglossum
- Bulbophyllum pileatum
- Bulbophyllum piliferum
- Bulbophyllum pilosum
- Bulbophyllum piluliferum
- Bulbophyllum pingtungense
- Bulbophyllum pinicolum
- Bulbophyllum pipio
- Bulbophyllum pisibulbum
- Bulbophyllum pitengoense
- Bulbophyllum placochilum
- Bulbophyllum plagiatum
- Bulbophyllum plagiopetalum
- Bulbophyllum planibulbe
- Bulbophyllum planiplexum
- Bulbophyllum planitiae
- Bulbophyllum platypodum
- Bulbophyllum pleiopterum
- Bulbophyllum pleurothallidanthum
- Bulbophyllum pleurothalloides
- Bulbophyllum pleurothallopsis
- Bulbophyllum plicatum
- Bulbophyllum plumatum
- Bulbophyllum plumosum
- Bulbophyllum plumula
- Bulbophyllum pocillum
- Bulbophyllum poekilon
- Bulbophyllum polliculosum
- Bulbophyllum polyblepharon
- Bulbophyllum polycyclum
- Bulbophyllum polygaliflorum
- Bulbophyllum polyphyllum
- Bulbophyllum polyrrhizum
- Bulbophyllum popayanense
- Bulbophyllum porphyrostachys
- Bulbophyllum porphyrotriche
- Bulbophyllum posticum
- Bulbophyllum potamophilum
- Bulbophyllum praestans
- Bulbophyllum praetervisum
- Bulbophyllum prianganense
- Bulbophyllum prismaticum
- Bulbophyllum pristis
- Bulbophyllum proboscideum
- Bulbophyllum proculcastris
- Bulbophyllum propinquum
- Bulbophyllum prorepens
- Bulbophyllum protectum
- Bulbophyllum protractum
- Bulbophyllum proudlockii
- Bulbophyllum pseudoconiferum
- Bulbophyllum pseudofilicaule
- Bulbophyllum pseudopelma
- Bulbophyllum pseudopicturatum
- Bulbophyllum pseudoserrulatum
- Bulbophyllum pseudotrias
- Bulbophyllum psilorhopalon
- Bulbophyllum psittacoglossum
- Bulbophyllum psychoon
- Bulbophyllum pteroglossum
- Bulbophyllum ptiloglossum
- Bulbophyllum ptilotes
- Bulbophyllum ptychantyx
- Bulbophyllum ptychostigma
- Bulbophyllum pubiflorum
- Bulbophyllum pugilanthum
- Bulbophyllum puguahaanense
- Bulbophyllum pulchellum
- Bulbophyllum pulvinatum
- Bulbophyllum pumilio
- Bulbophyllum punamense
- Bulbophyllum punctatum
- Bulbophyllum pungens
- Bulbophyllum puntjakense
- Bulbophyllum purpurascens
- Bulbophyllum purpurellum
- Bulbophyllum purpureorhachis
- Bulbophyllum purpureum
- Bulbophyllum pusillum
- Bulbophyllum pustulatum
- Bulbophyllum putidum
- Bulbophyllum putii
- Bulbophyllum pygmaeum
- Bulbophyllum pyridion
- Bulbophyllum pyroglossum
- Bulbophyllum quadrangulare
- Bulbophyllum quadrialatum
- Bulbophyllum quadricarinum
- Bulbophyllum quadricaudatum
- Bulbophyllum quadrichaete
- Bulbophyllum quadricolor
- Bulbophyllum quadrifalciculatum
- Bulbophyllum quadrifarium
- Bulbophyllum quadrisetum
- Bulbophyllum quadrisubulatum
- Bulbophyllum quasimodo
- Bulbophyllum quinquelobum
- Bulbophyllum racemosum
- Bulbophyllum radicans
- Bulbophyllum rajanum
- Bulbophyllum ramulicola
- Bulbophyllum ranomafanae
- Bulbophyllum rariflorum
- Bulbophyllum rarum
- Bulbophyllum rauhii
- Bulbophyllum raui
- Bulbophyllum reclusum
- Bulbophyllum rectilabre
- Bulbophyllum recurviflorum
- Bulbophyllum recurvilabre
- Bulbophyllum reductum
- Bulbophyllum reevei
- Bulbophyllum reflexiflorum
- Bulbophyllum reflexum
- Bulbophyllum refractilingue
- Bulbophyllum refractum
- Bulbophyllum reginaldoi
- Bulbophyllum regnellii
- Bulbophyllum reichenbachianum
- Bulbophyllum reichenbachii
- Bulbophyllum reifii
- Bulbophyllum remiferum
- Bulbophyllum renipetalum
- Bulbophyllum renkinianum
- Bulbophyllum repens
- Bulbophyllum reptans
- Bulbophyllum restrepia
- Bulbophyllum resupinatum
- Bulbophyllum reticulatum
- Bulbophyllum retrorsum
- Bulbophyllum retusiusculum
- Bulbophyllum rheedei
- Bulbophyllum rhizomatosum
- Bulbophyllum rhodoglossum
- Bulbophyllum rhodoleucum
- Bulbophyllum rhodophyllum
- Bulbophyllum rhodosepalum
- Bulbophyllum rhodostachys
- Bulbophyllum rhomboglossum
- Bulbophyllum rhopaloblepharon
- Bulbophyllum rhopalophorum
- Bulbophyllum rhynchoglossum
- Bulbophyllum ricaldonei
- Bulbophyllum rictorium
- Bulbophyllum rienanense
- Bulbophyllum rigidifilum
- Bulbophyllum rigidipes
- Bulbophyllum rigidum
- Bulbophyllum riparium
- Bulbophyllum rivulare
- Bulbophyllum rolfei
- Bulbophyllum romburghii
- Bulbophyllum roraimense
- Bulbophyllum rosemarianum
- Bulbophyllum roseopunctatum
- Bulbophyllum rostriceps
- Bulbophyllum rothschildianum
- Bulbophyllum roxburghii
- Bulbophyllum rubiferum
- Bulbophyllum rubiginosum
- Bulbophyllum rubipetalum
- Bulbophyllum rubrigemmum
- Bulbophyllum rubroguttatum
- Bulbophyllum rubrolabellum
- Bulbophyllum rubrolabium
- Bulbophyllum rubrolineatum
- Bulbophyllum rubromaculatum
- Bulbophyllum rubrum
- Bulbophyllum rufilabrum
- Bulbophyllum rufinum
- Bulbophyllum ruginosum
- Bulbophyllum rugosibulbum
- Bulbophyllum rugosisepalum
- Bulbophyllum rugosum
- Bulbophyllum rugulosum
- Bulbophyllum rupicola
- Bulbophyllum rutenbergianum
- Bulbophyllum rutilans
- Bulbophyllum rysyanum
- Bulbophyllum saccolabioides
- Bulbophyllum salaccense
- Bulbophyllum salebrosum
- Bulbophyllum saltatorium
- Bulbophyllum sambiranense
- Bulbophyllum samoanum
- Bulbophyllum sanderianum
- Bulbophyllum sandersonii
- Bulbophyllum sandrangatense
- Bulbophyllum sangae
- Bulbophyllum sanguineopunctatum
- Bulbophyllum sanguineum
- Bulbophyllum sanitii
- Bulbophyllum sannio
- Bulbophyllum santoense
- Bulbophyllum santosii
- Bulbophyllum sapphirinum
- Bulbophyllum sarasinorum
- Bulbophyllum sarcochilum
- Bulbophyllum sarcodanthum
- Bulbophyllum sarcophylloides
- Bulbophyllum sarcophyllum
- Bulbophyllum sarcorhachis
- Bulbophyllum sarcoscapum
- Bulbophyllum saronae
- Bulbophyllum sauguetiense
- Bulbophyllum saurocephalum
- Bulbophyllum savaiense
- Bulbophyllum sawiense
- Bulbophyllum scaberulum
- Bulbophyllum scabratum
- Bulbophyllum scabrum
- Bulbophyllum scaphiforme
- Bulbophyllum scaphosepalum
- Bulbophyllum scariosum
- Bulbophyllum sceliphron
- Bulbophyllum schefferi
- Bulbophyllum schillerianum
- Bulbophyllum schimperianum
- Bulbophyllum schinzianum
- Bulbophyllum schistopetalum
- Bulbophyllum schizopetalum
- Bulbophyllum schmidii
- Bulbophyllum schmidtianum
- Bulbophyllum schuitemanii
- Bulbophyllum sciaphile
- Bulbophyllum scintilla
- Bulbophyllum scopa
- Bulbophyllum scopula
- Bulbophyllum scorpio
- Bulbophyllum scotinochiton
- Bulbophyllum scrobiculilabre
- Bulbophyllum scutiferum
- Bulbophyllum scyphochilus
- Bulbophyllum seabrense
- Bulbophyllum secundum
- Bulbophyllum semiasperum
- Bulbophyllum semiindutum
- Bulbophyllum semiteres
- Bulbophyllum semiteretifolium
- Bulbophyllum semperflorens
- Bulbophyllum sempiternum
- Bulbophyllum senghasii
- Bulbophyllum sensile
- Bulbophyllum sepikense
- Bulbophyllum septatum
- Bulbophyllum septemtrionale
- Bulbophyllum serra
- Bulbophyllum serratotruncatum
- Bulbophyllum serripetalum
- Bulbophyllum serrulatifolium
- Bulbophyllum serrulatum
- Bulbophyllum setaceum
- Bulbophyllum setigerum
- Bulbophyllum setuliferum
- Bulbophyllum shanicum
- Bulbophyllum shepherdii
- Bulbophyllum shweliense
- Bulbophyllum sibuyanense
- Bulbophyllum sicyobulbon
- Bulbophyllum siederi
- Bulbophyllum sigaldiae
- Bulbophyllum sigmoideum
- Bulbophyllum signatum
- Bulbophyllum sikapingense
- Bulbophyllum silentvalliensis
- Bulbophyllum sillenianum
- Bulbophyllum simii
- Bulbophyllum similare
- Bulbophyllum simile
- Bulbophyllum similissimum
- Bulbophyllum simmondsii
- Bulbophyllum simondii
- Bulbophyllum simplex
- Bulbophyllum simplicilabellum
- Bulbophyllum simulacrum
- Bulbophyllum sinapis
- Bulbophyllum singaporeanum
- Bulbophyllum singulare
- Bulbophyllum sinhoense
- Bulbophyllum skeatianum
- Bulbophyllum smithianum
- Bulbophyllum smitinandii
- Bulbophyllum sociale
- Bulbophyllum socordine
- Bulbophyllum solteroi
- Bulbophyllum sopoetanense
- Bulbophyllum sordidum
- Bulbophyllum sororculum
- Bulbophyllum spadiciflorum
- Bulbophyllum spathilingue
- Bulbophyllum spathipetalum
- Bulbophyllum spathulatum
- Bulbophyllum speciosum
- Bulbophyllum sphaenopus
- Bulbophyllum sphaeracron
- Bulbophyllum sphaericum
- Bulbophyllum sphaerobulbum
- Bulbophyllum spissum
- Bulbophyllum spodotriche
- Bulbophyllum spongiola
- Bulbophyllum stabile
- Bulbophyllum staetophyton
- Bulbophyllum stalagmotelos
- Bulbophyllum steffensii
- Bulbophyllum stelis
- Bulbophyllum stellatum
- Bulbophyllum stellula
- Bulbophyllum stemonochilum
- Bulbophyllum stenobulbon
- Bulbophyllum stenochilum
- Bulbophyllum stenomeris
- Bulbophyllum stenophyllum
- Bulbophyllum stenophyton
- Bulbophyllum stenorhopalon
- Bulbophyllum stenurum
- Bulbophyllum sterile
- Bulbophyllum steyermarkii
- Bulbophyllum stictanthum
- Bulbophyllum stictosepalum
- Bulbophyllum stipitatibulbum
- Bulbophyllum stipulaceum
- Bulbophyllum stockeri
- Bulbophyllum stolleanum
- Bulbophyllum stolzii
- Bulbophyllum stormii
- Bulbophyllum streptotriche
- Bulbophyllum striatellum
- Bulbophyllum striatum
- Bulbophyllum strigosum
- Bulbophyllum stylocoryphe
- Bulbophyllum suavissimum
- Bulbophyllum subaequale
- Bulbophyllum subapetalum
- Bulbophyllum subapproximatum
- Bulbophyllum subbullatum
- Bulbophyllum subclausum
- Bulbophyllum subclavatum
- Bulbophyllum subcrenulatum
- Bulbophyllum subligaculiferum
- Bulbophyllum submarmoratum
- Bulbophyllum subpatulum
- Bulbophyllum subsecundum
- Bulbophyllum subsessile
- Bulbophyllum subtenellum
- Bulbophyllum subtrilobatum
- Bulbophyllum subumbellatum
- Bulbophyllum subverticillatum
- Bulbophyllum succedaneum
- Bulbophyllum sukhakulii
- Bulbophyllum sulawesii
- Bulbophyllum sulcatum
- Bulbophyllum sulfureum
- Bulbophyllum sundaicum
- Bulbophyllum superfluum
- Bulbophyllum supervacaneum
- Bulbophyllum surigaense
- Bulbophyllum sutepense
- Bulbophyllum taeniophyllum
- Bulbophyllum taeter
- Bulbophyllum tahanense
- Bulbophyllum tahitense
- Bulbophyllum taiwanense
- Bulbophyllum talauense
- Bulbophyllum tampoketsense
- Bulbophyllum tanystiche
- Bulbophyllum tarantula
- Bulbophyllum tardeflorens
- Bulbophyllum tectipes
- Bulbophyllum tectipetalum
- Bulbophyllum teimosense
- Bulbophyllum tekuense
- Bulbophyllum tenellum
- Bulbophyllum tengchongense
- Bulbophyllum tentaculatum
- Bulbophyllum tentaculiferum
- Bulbophyllum tenue
- Bulbophyllum tenuifolium
- Bulbophyllum tenuipes
- Bulbophyllum teresense
- Bulbophyllum teretibulbum
- Bulbophyllum teretifolium
- Bulbophyllum teretilabre
- Bulbophyllum tetragonum
- Bulbophyllum thaiorum
- Bulbophyllum thecanthum
- Bulbophyllum theioglossum
- Bulbophyllum thelantyx
- Bulbophyllum therezienii
- Bulbophyllum thersites
- Bulbophyllum theunissenii
- Bulbophyllum thiurum
- Bulbophyllum thompsonii
- Bulbophyllum thrixspermiflorum
- Bulbophyllum thrixspermoides
- Bulbophyllum thwaitesii
- Bulbophyllum thymophorum
- Bulbophyllum tianguii
- Bulbophyllum tigridum
- Bulbophyllum tinekeae
- Bulbophyllum titanea
- Bulbophyllum tixieri
- Bulbophyllum tjadasmalangense
- Bulbophyllum toilliezae
- Bulbophyllum tokioi
- Bulbophyllum toppingii
- Bulbophyllum torajarum
- Bulbophyllum toranum
- Bulbophyllum torquatum
- Bulbophyllum torricellense
- Bulbophyllum tortum
- Bulbophyllum tortuosum
- Bulbophyllum trachyanthum
- Bulbophyllum trachybracteum
- Bulbophyllum trachyglossum
- Bulbophyllum trachypus
- Bulbophyllum tremulum
- Bulbophyllum triadenium
- Bulbophyllum triaristella
- Bulbophyllum tricanaliferum
- Bulbophyllum tricarinatum
- Bulbophyllum tricaudatum
- Bulbophyllum trichaete
- Bulbophyllum trichochlamys
- Bulbophyllum trichorhachis
- Bulbophyllum trichromum
- Bulbophyllum triclavigerum
- Bulbophyllum tricolor
- Bulbophyllum tricorne
- Bulbophyllum tricornoides
- Bulbophyllum tridentatum
- Bulbophyllum trifarium
- Bulbophyllum trifilum
- Bulbophyllum triflorum
- Bulbophyllum trifolium
- Bulbophyllum trigonidioides
- Bulbophyllum trigonobulbum
- Bulbophyllum trigonocarpum
- Bulbophyllum trigonosepalum
- Bulbophyllum trilineatum
- Bulbophyllum trimenii
- Bulbophyllum trinervium
- Bulbophyllum tripaleum
- Bulbophyllum tripetalum
- Bulbophyllum tripudians
- Bulbophyllum trirhopalon
- Bulbophyllum triste
- Bulbophyllum tristelidium
- Bulbophyllum triurum
- Bulbophyllum triviale
- Bulbophyllum trulliferum
- Bulbophyllum truncatum
- Bulbophyllum tryssum
- Bulbophyllum tseanum
- Bulbophyllum tuberculatum
- Bulbophyllum tubilabrum
- Bulbophyllum tumidum
- Bulbophyllum tumoriferum
- Bulbophyllum turgidum
- Bulbophyllum turkii
- Bulbophyllum turpe
- Bulbophyllum tylophorum
- Bulbophyllum uhl-gabrielianum
- Bulbophyllum umbellatum
- Bulbophyllum uncinatum
- Bulbophyllum unciniferum
- Bulbophyllum undatilabre
- Bulbophyllum undecifilum
- Bulbophyllum unguiculatum
- Bulbophyllum unguilabium
- Bulbophyllum unicaudatum
- Bulbophyllum uniflorum
- Bulbophyllum unifoliatum
- Bulbophyllum unitubum
- Bulbophyllum univenum
- Bulbophyllum urceolatum
- Bulbophyllum uroglossum
- Bulbophyllum uroplatoides
- Bulbophyllum urosepalum
- Bulbophyllum ustusfortiter
- Bulbophyllum uviflorum
- Bulbophyllum vaccinioides
- Bulbophyllum wadsworthii
- Bulbophyllum vagans
- Bulbophyllum vaginatum
- Bulbophyllum wagneri
- Bulbophyllum wakoi
- Bulbophyllum vakonae
- Bulbophyllum valeryi
- Bulbophyllum validum
- Bulbophyllum wallichii
- Bulbophyllum vanessa
- Bulbophyllum wangkaense
- Bulbophyllum vanum
- Bulbophyllum vanvuurenii
- Bulbophyllum vareschii
- Bulbophyllum variabile
- Bulbophyllum warianum
- Bulbophyllum variculosum
- Bulbophyllum variegatum
- Bulbophyllum warmingianum
- Bulbophyllum weberbauerianum
- Bulbophyllum weberi
- Bulbophyllum wechsbergii
- Bulbophyllum weddellii
- Bulbophyllum weinthalii
- Bulbophyllum veitchianum
- Bulbophyllum wendlandianum
- Bulbophyllum ventriosum
- Bulbophyllum venulosum
- Bulbophyllum wenzelii
- Bulbophyllum vermiculare
- Bulbophyllum werneri
- Bulbophyllum verruciferum
- Bulbophyllum verruculatum
- Bulbophyllum verruculiferum
- Bulbophyllum versteegii
- Bulbophyllum vesiculosum
- Bulbophyllum vespertilio
- Bulbophyllum vestitum
- Bulbophyllum vexillarium
- Bulbophyllum whitfordii
- Bulbophyllum vietnamense
- Bulbophyllum wightii
- Bulbophyllum viguieri
- Bulbophyllum wilkianum
- Bulbophyllum williamsii
- Bulbophyllum vinaceum
- Bulbophyllum windsorense
- Bulbophyllum violaceolabellum
- Bulbophyllum violaceum
- Bulbophyllum virescens
- Bulbophyllum viridescens
- Bulbophyllum viridiflorum
- Bulbophyllum vitellinum
- Bulbophyllum vittatum
- Bulbophyllum woelfliae
- Bulbophyllum wolfei
- Bulbophyllum wollastonii
- Bulbophyllum wrayi
- Bulbophyllum vulcanicum
- Bulbophyllum vulcanorum
- Bulbophyllum vutimenaense
- Bulbophyllum wuzhishanense
- Bulbophyllum xantanthum
- Bulbophyllum xanthoacron
- Bulbophyllum xanthobulbum
- Bulbophyllum xanthochlamys
- Bulbophyllum xanthomelanon
- Bulbophyllum xanthophaeum
- Bulbophyllum xanthornis
- Bulbophyllum xanthotes
- Bulbophyllum xanthum
- Bulbophyllum xenosum
- Bulbophyllum xiphion
- Bulbophyllum xylocarpi
- Bulbophyllum xylophyllum
- Bulbophyllum yoksunense
- Bulbophyllum yunnanense
- Bulbophyllum zambalense
- Bulbophyllum zamboangense
- Bulbophyllum zaratananae
- Bulbophyllum zebrinum
- Bulbophyllum zygochilum